# Abitureiras
Abitureiras é uma povoação portuguesa sede da Freguesia de Abitureiras do Município de Santarém, freguesia com 22,73 km² de área e 888 habitantes (censo de 2021), tendo, por isso, uma densidade populacional de 39,1 hab./km².

## Demografia
Nota: Pelo decreto n.º 15.227, de 21/03/1928, foram desanexados alguns lugares desta freguesia para constituir a Freguesia de Moçarria.
A população registada nos censos foi:
| Distribuição da População por Grupos Etários | Distribuição da População por Grupos Etários | Distribuição da População por Grupos Etários | Distribuição da População por Grupos Etários | Distribuição da População por Grupos Etários |
| -------------------------------------------- | -------------------------------------------- | -------------------------------------------- | -------------------------------------------- | -------------------------------------------- |
| Ano                                          | 0-14 Anos                                    | 15-24 Anos                                   | 25-64 Anos                                   | > 65 Anos                                    |
| 2001                                         | 114                                          | 129                                          | 482                                          | 280                                          |
| 2011                                         | 114                                          | 75                                           | 502                                          | 281                                          |
| 2021                                         | 90                                           | 83                                           | 445                                          | 270                                          |

## Vida económica
A freguesia vive da agricultura pecuária e extracção de azeite.

## História
A freguesia de Abitureiras encontra-se situada na margem direita do rio Tejo, ao norte de Santarém. Uma paisagem muito característica, marcada por uma zona de declives pronunciados a norte e menos ao sul da freguesia. No fundo, um pouco divergente do que se pode ver, em alguns aspectos, no resto do concelho.
O topónimo desta povoação, Abitureiras, conheceu até hoje diferentes versões. Alguns autores dizem que deriva da palavra abruteira – a freguesia teria sido assim terra de abutres – outros apontam duas senhoras fiandeiras, que, por terem mandado construir a actual igreja paroquial, foram denominadas pelo povo de aventureiras e, por corrupção, Abitureiras. Uma série de opiniões que carecem de cunho científico, pois não passam das usuais lendas que sempre surgem associadas à história das povoações portuguesas.
Esta freguesia pertenceu sempre ao concelho de Santarém, excepto num curto período de tempo, em 1836, em que transitou para o de Rio Maior, ao qual pertenceu durante alguns anos. Em 1922, o lugar de Moçarria desligou-se da sede e formou freguesia própria.

## Documentação
A freguesia de Abitureiras dispõe de um sitio onde pode consultar fotografias de eventos realizados, paginas com serviços que dispõe para o povo e seus visitantes, informações sobre o seu executivo, criticas, destaques, anúncios, sugestões e passatempos onde pode ganhar prémios.
Pode também expressar a sua opinião, discutir assuntos de interesse com outros utilizadores e criar os seus próprios artigos.

## Festas e Romarias
- Anual (1.º fim de semana de Setembro)
- Nossa Senhora da Conceição
- Festa anual do Centro Convívio Cultura (Abril semana de Páscoa)
- Festival de Folclore (data móvel durante o mês de Julho)
- Festa das Tasquinhas do Centro de Apoio à Família (1.º semana de Junho)

## Colectividades
- Centro de Convívio Cultura e Desporto de Abitureiras

## Associações
- «CAF - Centro de Apoio à Família»

## Património
- Igreja de Nossa Senhora da Conceição ou Igreja Matriz das Abitureiras